# Bombus consobrinus
Bombus consobrinus là một loài Hymenoptera trong họ Apidae. Loài này được Dahlbom mô tả khoa học năm 1832.

## Hình ảnh

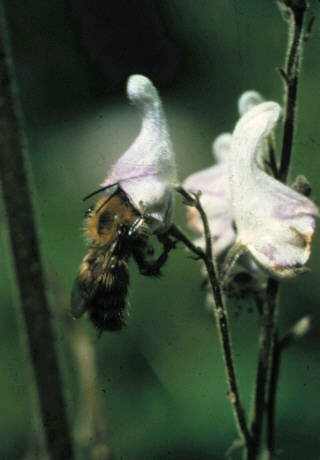
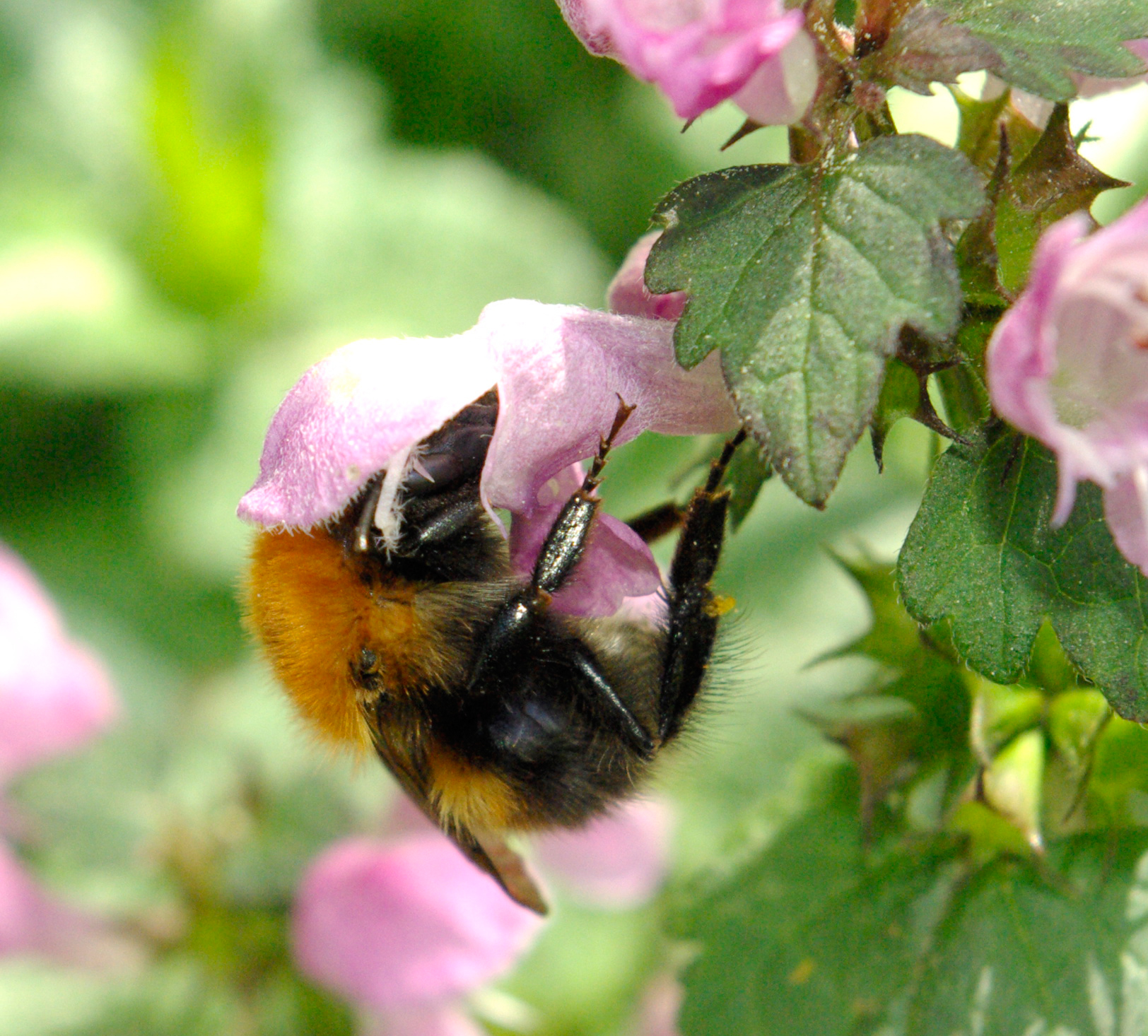
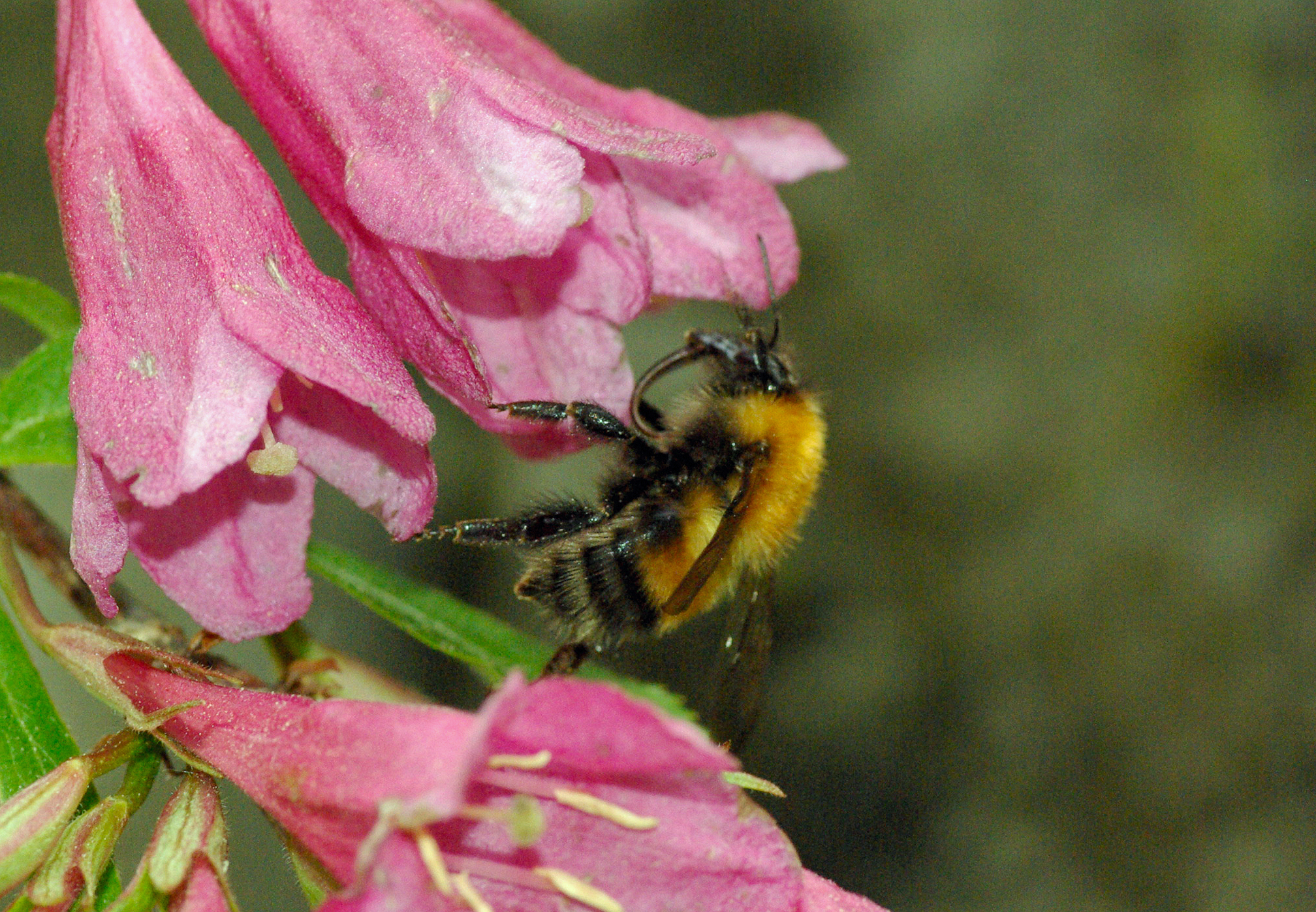
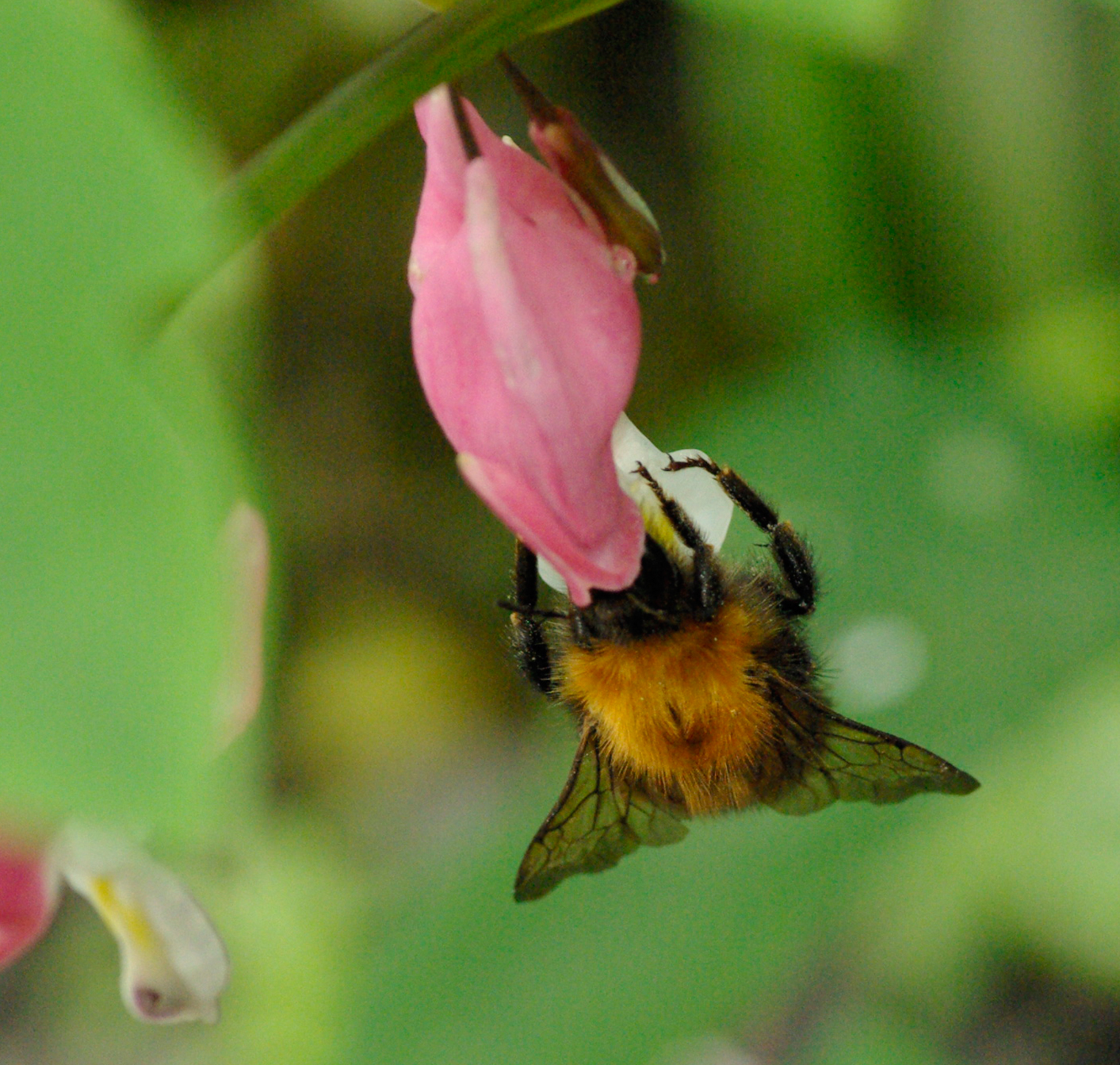
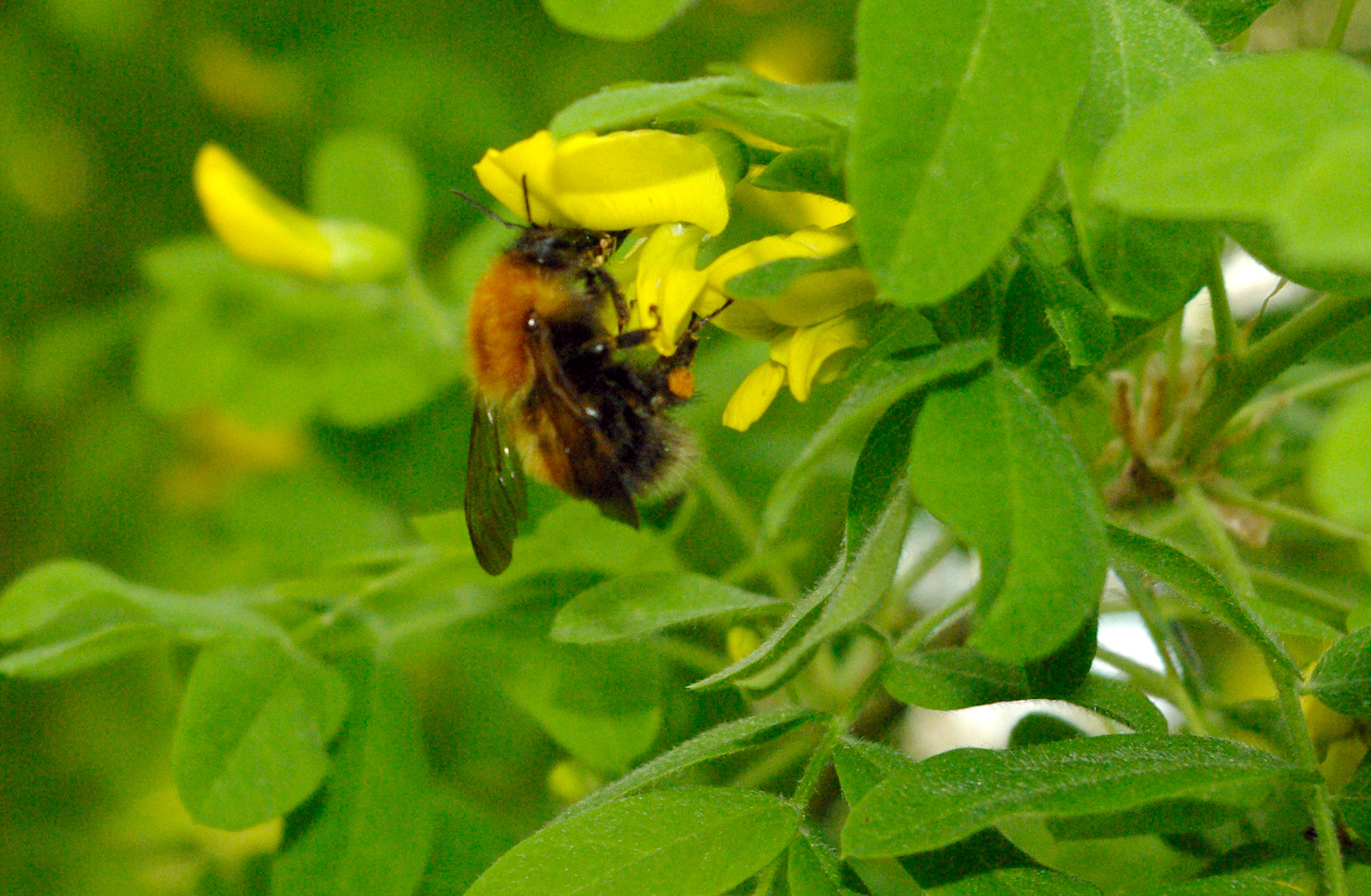